# Bramming Sogn
Bramming Sogn er et sogn i Ribe Domprovsti (Ribe Stift).
I 1800-tallet var Bramming Sogn et selvstændigt pastorat. Det hørte til Gørding Herred i Ribe Amt. Bramming sognekommune blev ved kommunalreformen i 1970 kernen i Bramming Kommune, der ved strukturreformen i 2007 indgik i Esbjerg Kommune.
I Bramming Sogn findes Sankt Knuds Kirke, som er fra Middelalderen og ligger ved Bramming Hovedgård nord for Bramming by, og Sankt Ansgar Kirke, som blev opført i stationsbyen i 1915.
I sognet findes følgende autoriserede stednavne:
- Bramming (stationsby)
- Bramming Mark (bebyggelse)
- Mulvad (bebyggelse, ejerlav)
- Nørå (bebyggelse, ejerlav)
- Smedegård (bebyggelse, ejerlav)
- Sønderhøe (bebyggelse, ejerlav)
- Terp (bebyggelse, ejerlav)
- Terpager (bebyggelse, ejerlav)
- Tømmerby (bebyggelse)